# Ліквідація наслідків застосування противником зброї масового ураження
Ліквідація наслідків застосування противником ЗМУ — є одним із видів бойового забезпечення військ, і входить в комплекс заходів Радіаційного, хімічного, біологічного захисту (РХБЗ)

## Ліквідація наслідків застосування противником ЗМУ включає
Ліквідація наслідків застосування противником ЗМУ включає:
- розвідку осередків ураження,
- проведення рятувальних робіт,
- надання першої медичної допомоги ураженому особовому складу,
- вивіз (винос) його із зони ураження (зараження) і евакуацію до медичних пунктів, а тих, хто отримав важкі бойові психічні травми, — до пунктів (центрів) психологічної допомоги і реабілітації;
- проведення екстреної профілактики, радіаційного і хімічного контролю;
- спеціальну обробку підрозділів;
- санітарну обробку особового складу;
- розчищення завалів і гасіння пожеж,
- а також ізоляційно-обмежувальні заходи.

## Спеціальна обробка
Часткова спеціальна обробка підрозділів і часткова санітарна обробка особового складу проводиться особовим складом за наказом командира без припинення виконання бойового завдання.
Повна спеціальна обробка проводиться за розпорядженням старшого командира у районах спеціальної обробки силами і засобами підрозділів радіаційного, хімічного і біологічного захисту забезпечення старшого командира.
Відновлення боєздатності підрозділів батальйону (роти) у ході бою може здійснюватися шляхом зведення особового складу, озброєння та військової техніки декількох підрозділів, які втратили боєздатність, в один, з одночасним відновленням органів управління.